# گلایسین
گلایسین یا گلیسین (به انگلیسی: Glycine) با نماد Gly یا G ، ساده‌ترین اسید آمینه پایدار در تمام یاخته‌های زنده و در بین آمینو اسیدهاست. این اسید آمینه سبک‌ترین و تنها اسید آمینه‌ی غیر کایرال است. کدهای ژنتیکی این اسید آمینه عبارتند از: GGU, GGC, GGA و GGG.
گلایسین یکی از ۲۰ اسید آمینه پروتئین‌زا است که پروتئین‌ها را می‌سازند. این آمینو اسید آمفی‌پاتیک است و دارای هر دو سر آب‌گریز و آب‌دوست است.

## تاریخچه
هنری براکونات شیمیدان فرانسوی در سال ۱۸۲۰ گلایسین را با هیدرولیز کردن ژلاتین کشف کرد. وی به منظور هیدرولیز کردن ژلاتین، آن را به همراه سولفوریک اسید جوشاند.در ابتدا او نام ماده به‌دست آمده را «شکر ژلاتین» نامید
اما ژان-بتیست بوسانگو شیمیدان فرانسوی نشان داد که این ماده شامل نیتروژن است.
دانشمند آمریکایی Eben Norton Horsford و پس از آن یوستوس فون لیبیش یک دانشجوی شیمی آلمانی، واژه گلیکوکال را پیشنهاد دادند
اما یاکوب برسلیوس شیمیدان سوئدی نام ساده‌تر گلایسین را ارائه داد
این نام از واژه یونانی γλυκύς به معنای شیرین گرفته شده‌است. (به پیشوندهای glyco- و gluco- نیز ارتباط دارد، مانند گلیکوپروتئین و گلوکز). در سال ۱۸۵۸ شیمیدان فرانسوی آگوست آندره توماس کاهورس مشخص کرد که گلایسین، یک آمین از استیک اسید است.

## ویژگی‌ها
گلایسین دارای یک اتم هیدروژن در زنجیر جانبی خود است. به همین دلیل این آمینو اسید پایدار هست و به راحتی به آمینو اسیدهای دیگر تبدیل نمی‌شود. گلایسین، فراوان‌ترین آمینو اسید در کلاژن است و همچنین به‌عنوان یک ناقل عصبی شناخته شده‌است.
اکثر پروتئین‌ها مقداری خیلی کمی گلایسین دارند به استثنای گیلاتین و کولاگین که دارای ۲۵–۳۰٪ گلایسین هستند.
بدن انسان مقدار زیادی گلایسین نیاز دارد برای اینکه جگر انسان بتواند کارش را به‌خوبی انجام دهد.
این آمینو اسید غیر قطبی است اما در واکنش‌های آب گریز شرکت نمی‌کند. ساختار ساده و کوچک این آمینو اسید و تبادل یک هیدروژن با زنجیره جانبی باعث شده تا در محیط‌های مختلف خواص اسیدی و بازی متفاوتی از خود نشان دهد.

## کاربردها
مواد غذایی انسان و حیوان
اهمیت تغذیه‌ای گلایسین دلیل استفادهٔ گستردهٔ آن در موادغذایی نیست بلکه به‌علت خاصیت نگه‌دارندگی، خوشبو بودن و همچنین شیرینی ملایم این ماده، از آن استفاده می‌شود و این ماده طعم ناخوشایند ساخارین را از بین می‌برد. از ترکیب گلایسین و فلزات مانند "گلایسینات مس (II)" به عنوان مکمل خوراک دام استفاده می‌شود.